# ایندپندنس، نیوجرسی
ایندپندنس (به انگلیسی: Independence Township) شهری در ایالت نیوجرسی کشور ایالات متحده آمریکا است که جمعیت آن در سرشماری سال ۲۰۱۰ میلادی، ۵٬۶۶۲ نفر بوده‌است.